# تیپ ۱۶ اورشلیم
تیپ ۱۶ پیاده اورشلیم (انگلیسی: 16th Infantry Brigade) (همچنین با نام تیپ اورشلیم نیز شناخته می‌شود) یک تیپ پیاده‌نظام ذخیره نیروهای دفاعی اسرائیل زیرمجموعه نیروی زمینی اسرائیل است، که تحت امر لشکر ۲۵۲ سینا فعالیت می‌کند.
تیپ ۱۶ اورشلیم یکی از سه تیپی است که از تیپ نهال، به همراه تیپ اتزیونی و تیپ آلون تشکیل شده است و به‌عنوان یک تیپ نیروی ذخیره در فرماندهی جنوبی فعالیت می‌کند. 
تیپ ۱۶ فعالیت خود را در سال ۱۹۴۹ به‌عنوان یک تیپ پیاده‌نظام در جنگ استقلال آغاز کرد و وظیفه دفاع از شهر اورشلیم را بر عهده داشت. با این حال، در طول سال‌ها، نام و ترکیب نیروها تغییر کرده است و امروزه هیچ ارتباطی بین این تیپ و شهر اورشلیم وجود ندارد. این تیپ در تمام جنگ‌های اسرائیل حضور داشته است.

## سازمان تیپ
- گردان ۷۰۰۷ پیاده
- گردان ۸۱۱۹ پیاده
- گردان ۹۲۰۷ پیاده
- گردان ۶۳۱۰ شناسایی
- گردان لجستیک
- گروهان سیگنال